# Írország
Írország (angolul: Ireland IPA: [ˈaɪərlənd], írül: Éire IPA: [ˈeːɾʲə]ⓘ) vagy Ír Köztársaság (angolul: Republic of Ireland, írül: Poblacht na hÉireann) Európa északnyugati részén és harmadik legnagyobb szigetén, az Ír-szigeten található állam. A sziget északi része (hat megye) a brit korona fennhatósága alá tartozik, az Egyesült Királyság része, ezt nevezik Észak-Írországnak. A sziget többi része a tulajdonképpeni Írország. Fővárosa és egyben legnagyobb városa Dublin.
Az 1990-es évektől a kiugró gazdasági növekedése miatt kelta tigrisnek is nevezik, utalva Kelet-Ázsia tigrisállamaira. 
2018-ban Európa második leggazdagabb országa volt az egy főre jutó GDP tekintetében (vásárlóerővel kiigazítva), és a világon az ötödik leggazdagabb. Az életminőség a legmagasabbak közé tartozik a világon, és az ország számos nemzetközi összehasonlításban nagyon jól teljesít, beleértve az egészségügyet, a gazdasági szabadságot és a sajtószabadságot.

## Etimológia
Az „ír” és az „Éire” név az óír Ériu névből származik, aki az ír mitológia istennője volt.

## Földrajz

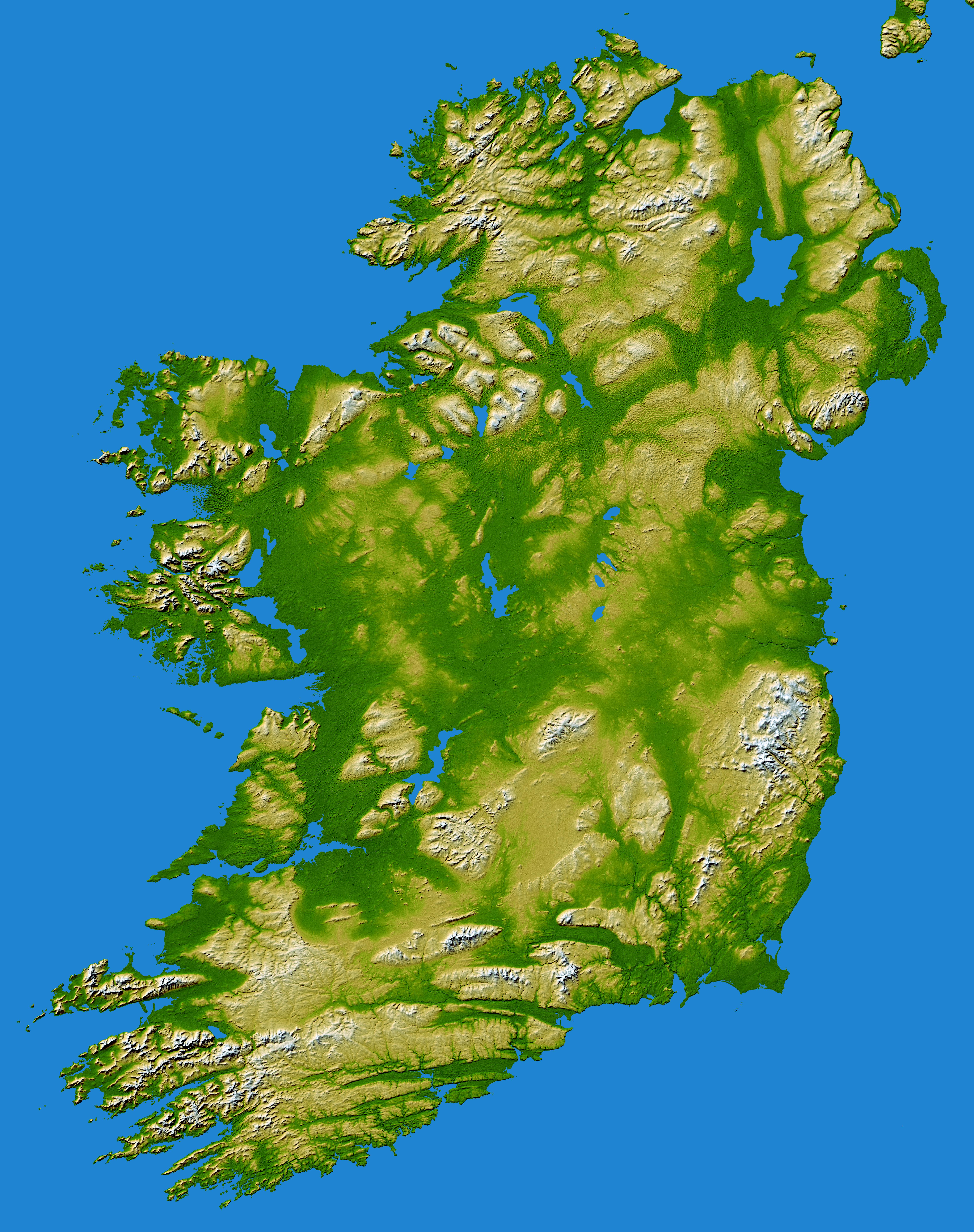
Az Ír-sziget domborzati térképe

Írország az Atlanti-óceán északkeleti- és Európa északnyugati részén található Ír-sziget öthatodát teszi ki. Területe 70 273 km² (míg a teljes Ír-szigeté 84 421 km²). A Brit-szigettől az Ír-tenger, Európától pedig a Kelta-tenger választja el.

### Domborzat
Dombok, hegyek inkább csak a partok mentén találhatók, és ezek sem túl magasak. Legmagasabb pontja, a Kerry megyében található Carrauntuohill-csúcs (ír nyelven: Corrán Tuathail) 1041 m magas.

### Vízrajz
Leghosszabb folyója, a Shannon kettészeli a szigetet. Hossza 370 km, amihez hozzáadódik még a Limericknél kezdődő 70 km hosszú torkolata. Vízgyűjtő területe 16 000 négyzetkilométer. A Shannon Sligo városától nem messze ered, és amíg eljut az Atlanti-óceánig, összeköti a Lough Allen, a Lough Drumharlow, a Lough Boderg, a Lough Bofin, a Lough Forbes, a Lough Ree és a Lough Derg tavakat. Jelentős folyók még Írországban: Liffey, Boyne, Blackwater, Barrow, Corrib, Erne és Suir. A 18. század nagy vállalkozása volt a Királyi-csatornarendszer kiépítése, melynek fő ága, a Királyi-főcsatorna Dublint hivatott összekötni a Barrow és a Shannon folyókkal. Nagy tava a Lough Corrib Connemarában.

### Éghajlat
Írország éghajlata az Észak-atlanti-áramlat meleg vizeinek köszönhetően sokkal enyhébb, mint más, hasonló földrajzi szélességű területeké. Az átlagos téli hőmérséklet +4,5 – +7 °C, ami 14 fokkal magasabb, mint az azonos szélességi körön fekvő helyeké általában. Mivel nyáron az óceán hűt, ezért a hőmérséklet csak 15–17 °C. A csapadék sok, 1500–2500 mm. Megoszlása egész évben egyenletes.

### Növény- és állatvilág

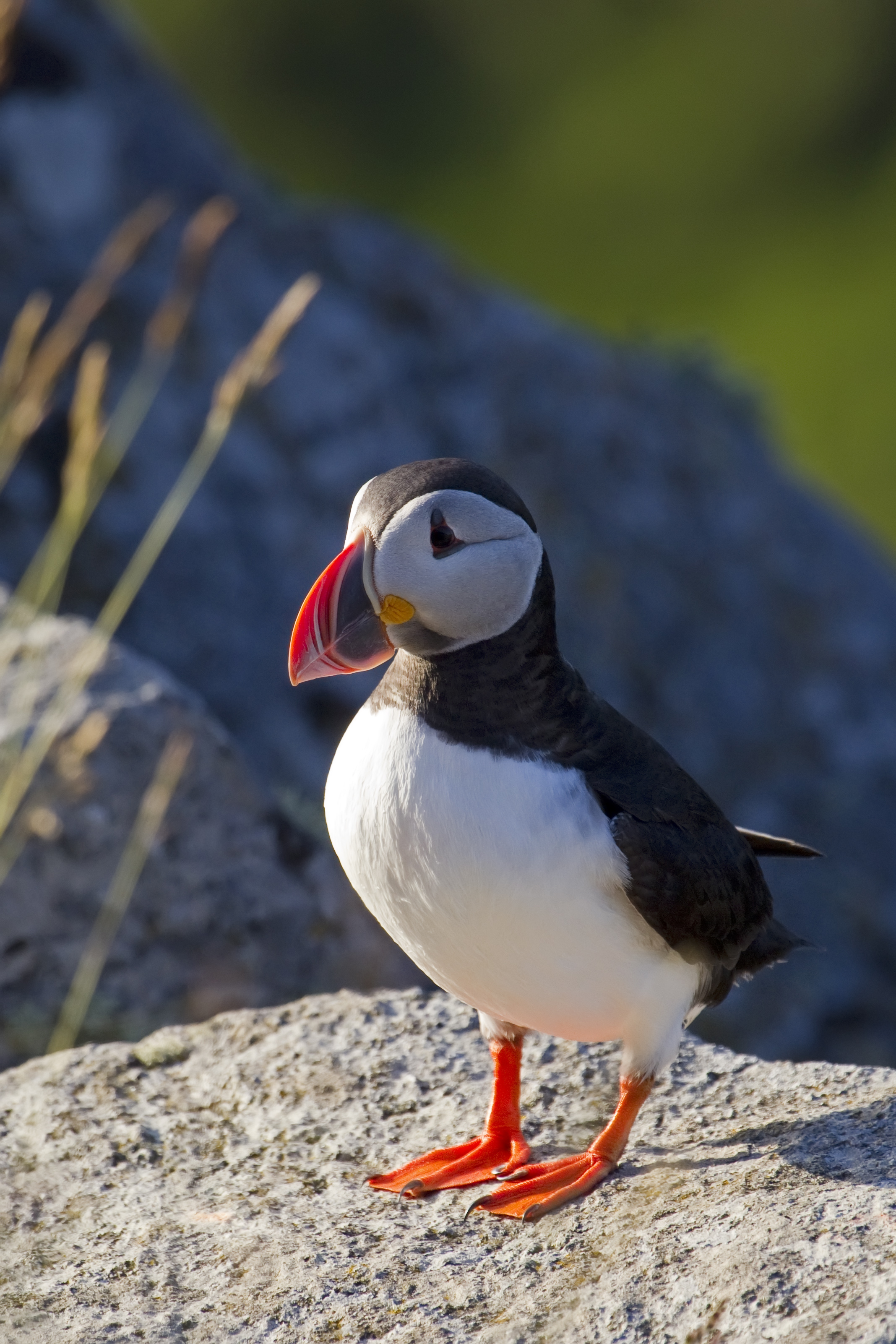
A lunda jellemző a tengerparti területeken

Lásd az Ír-sziget szócikkben.

### Környezetvédelem
Az Ír-szigetet eredetileg borító erdők maradványai kis foltokban megtalálhatók az egész országban. Ezek mérete általában nem teszi lehetővé az élővilág gazdagságának fenntartását. A terület nagy részén intenzív mezőgazdasági művelés folyik. A felhasznált vegyszerek bemosódnak az élő vizekbe, és károsítják azokat.
Írország nemzeti parkjai:
- Wicklow Mountains Nemzeti Park – 20 000 hektár, a glaciális völgyben kolostor;
- The Burren Nemzeti Park – sziklás, kopár felszín alatt sok barlang. Egyedülálló élővilág;
- Glenveagh Nemzeti Park – nagy kiterjedésű botanikus kert;
- Renville Park – egy kastély és tartozékai, valamint park;
- Killarney Nemzeti park – "Európa legnyugatibb csücskében" hegyek, erdők és mocsarak.

Írországban nincs olyan természeti táj, amit az UNESCO világörökséggé nyilvánított volna.

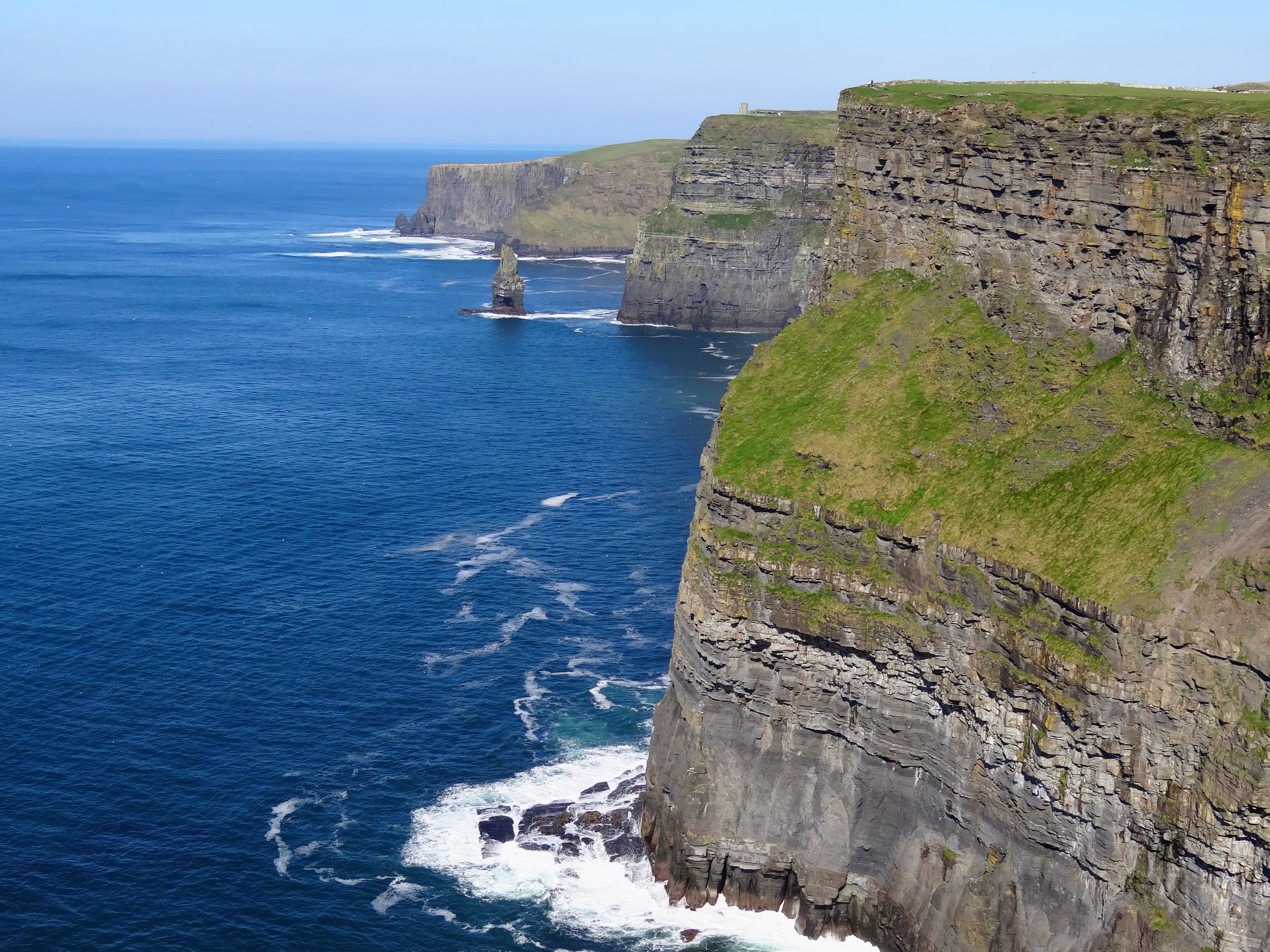
A Moher-sziklák az Atlanti-óceán partján
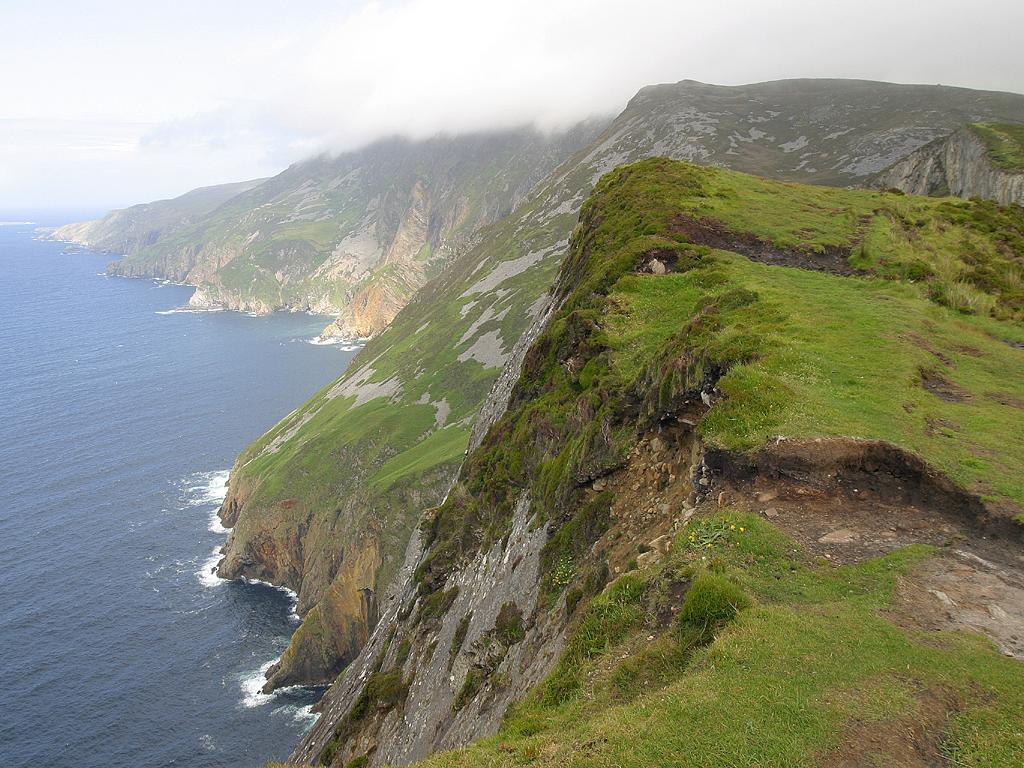
Slieve League nevű tengerpart Donegal megyében
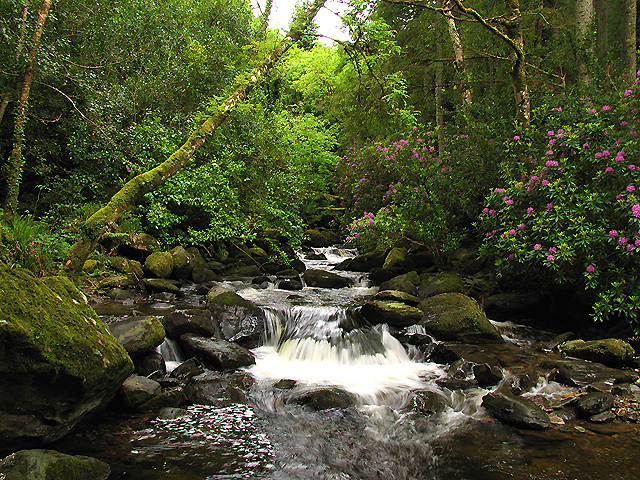
Kép a sziget DNy-i részén (Kerry megye)
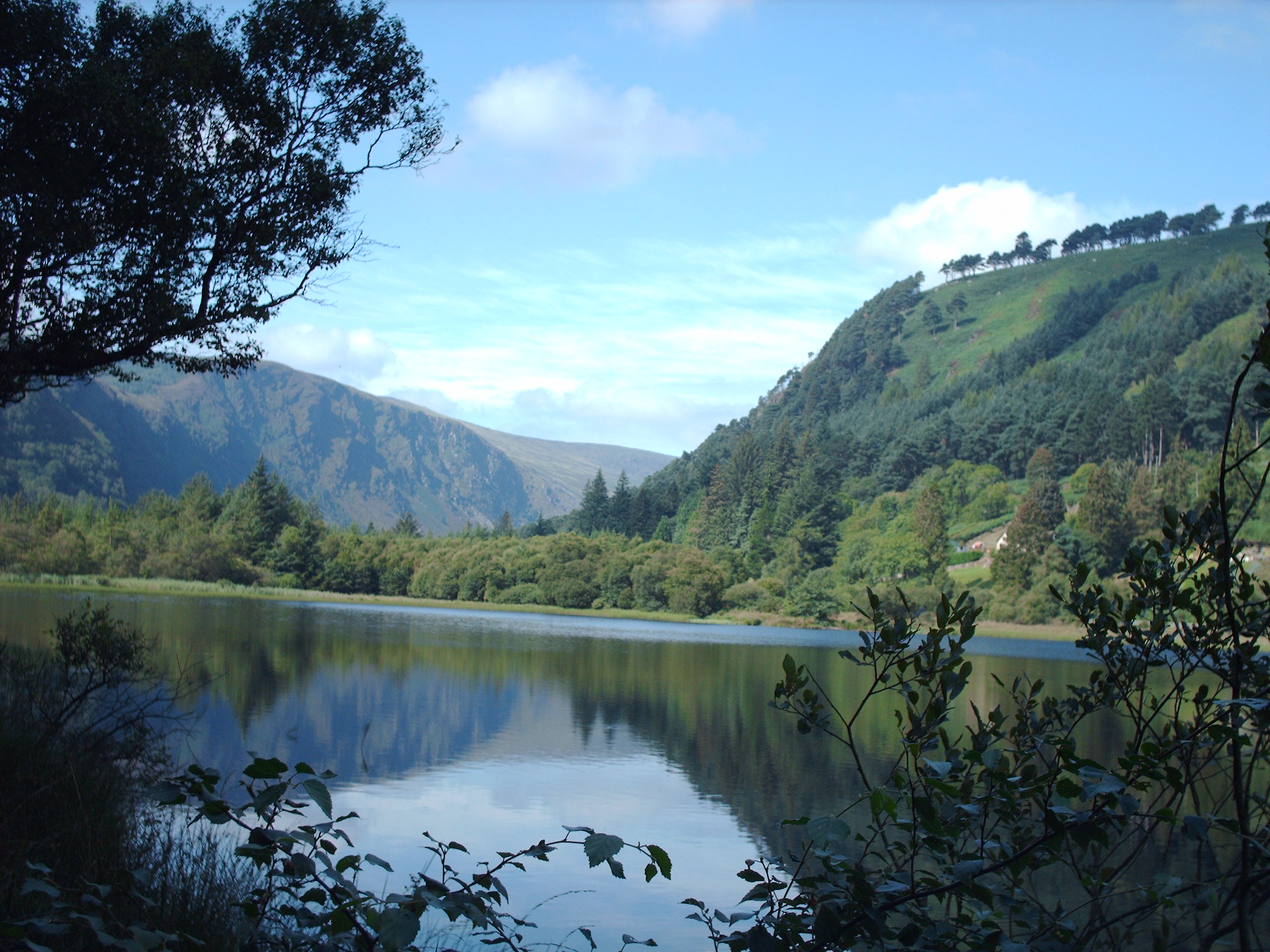
Glendalough környéki tájkép
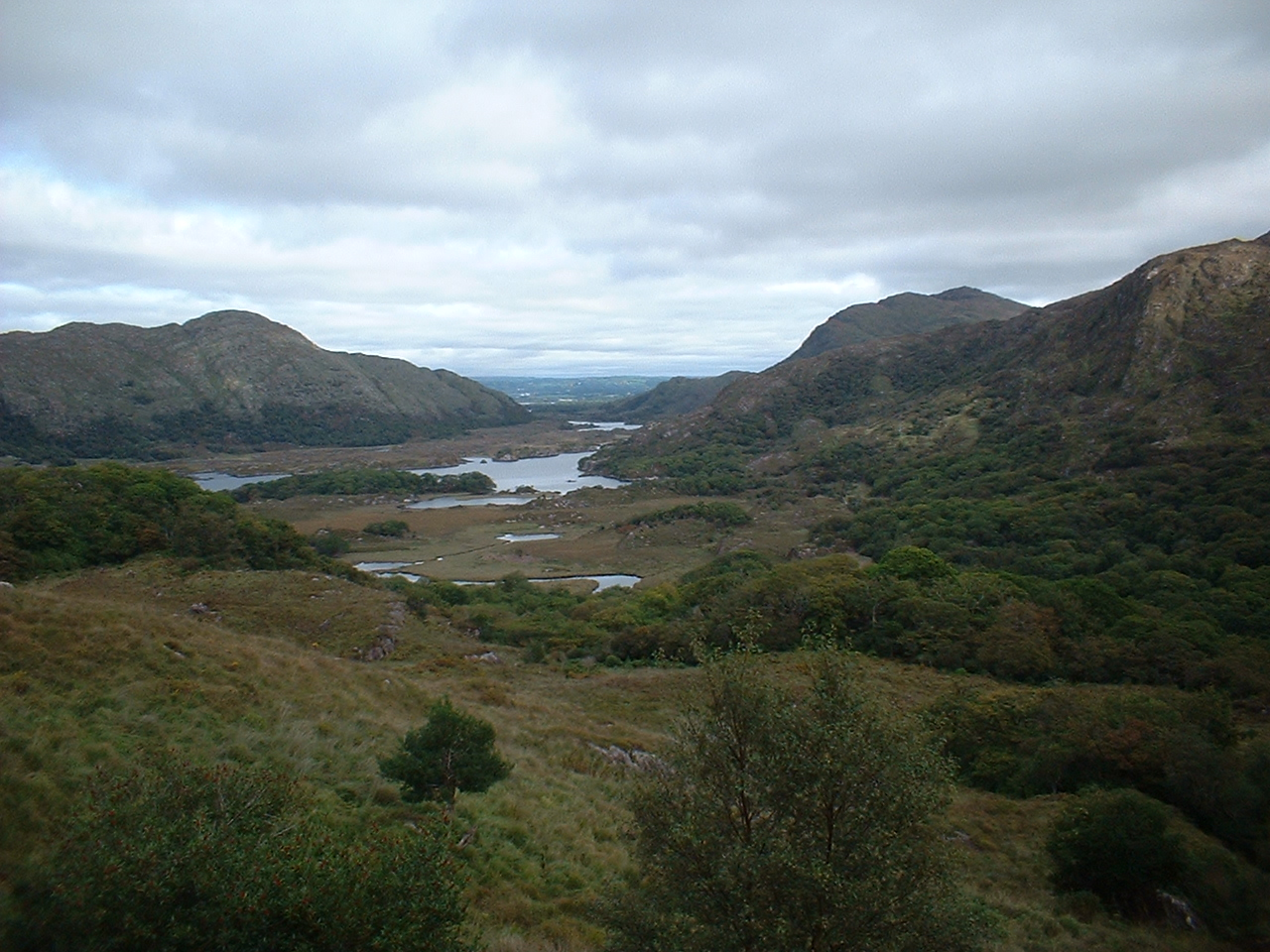
A Hölgyek kilátója (Ladies View) Kerry grófságban, a Killarneyi Nemzeti Park közelében

## Történelem

### Az őskortól a vaskorig

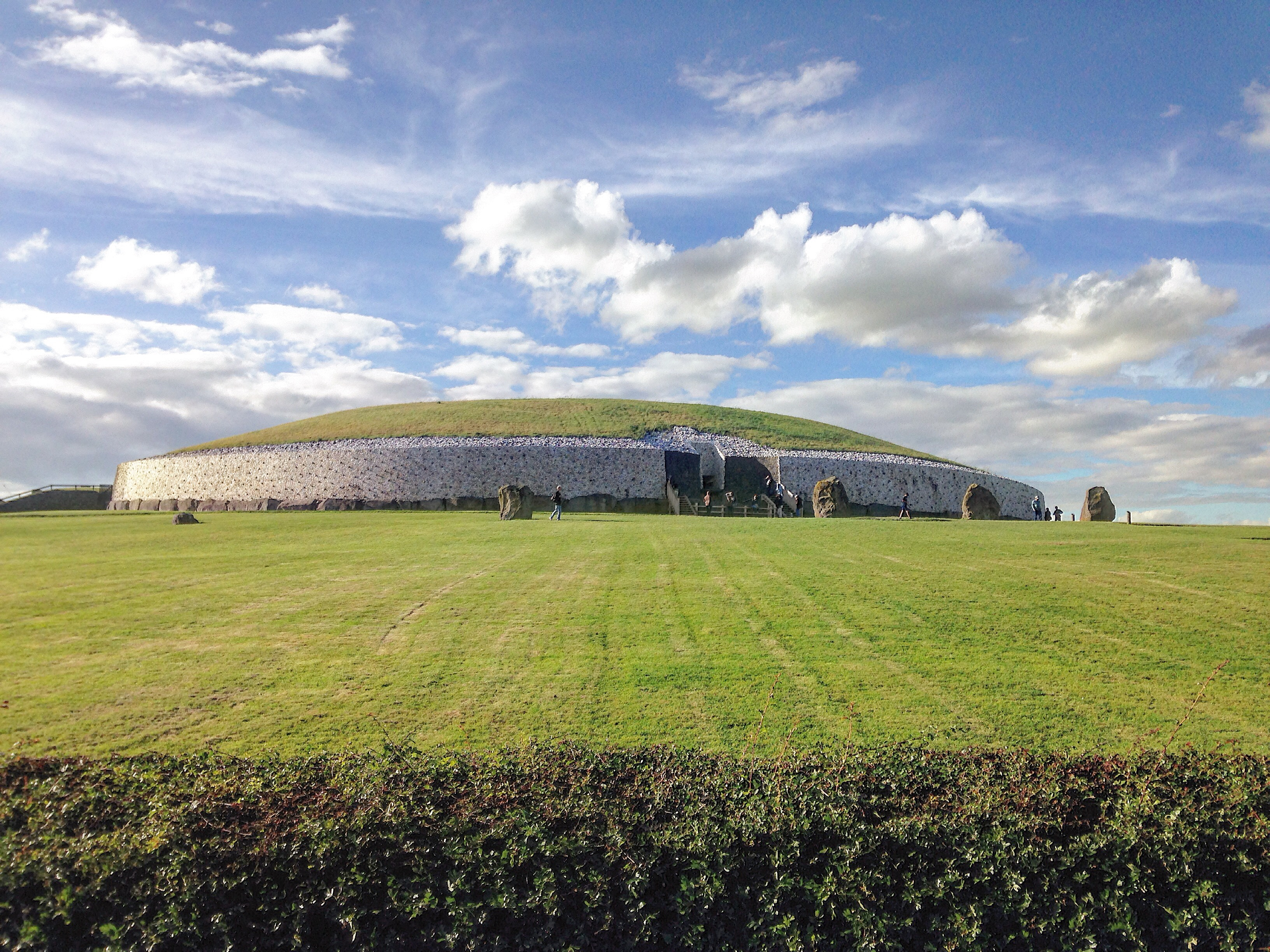
Newgrange

Alice and Gwendoline barlangban talált medvecsonton kőeszközök által okozott vágások voltak, ami alapján valószínűsíthető, hogy az ír-sziget területén Kr. e. 10 500 körül már éltek emberek. A sziget első biztosra mondható lakói Kr. e. 7900-ra teszik és vadászó-gyűjtögető életmódot folytattak. Kr. e. 4000 körül kezdet megjelenni a szigeten a mezőgazdaság első jelei, a fazekasság, a téglalap alakú házak, valamint a háziasított juhok és szarvasmarhák. Ekkor jelentek meg a megalitikus síremlékek is. A legnagyobb megalitikus sírhelye a Drogheda melletti Newgrange, ami idősebb mint a Stonehenge vagy a gízai nagy piramis. A kelták Kr. e. 600 és Kr. u. 400 között fokozatosan szivárognak be az ír-szigetre. A kelta és az őslakos kultúrák fokozatos keveredésének eredményeként megjelenik a gael népcsoport. Kr. e. 5. században megjelennek a főbb törzsi királyságok, mint pl. Tuisceart, Airgialla, Ulaid, Mide, Laigin és Mumhain. Ezeknek a vezetőik gyakran harcoltak egymással. Az ír-szigetet a rómaiak Hibernia néven emlegették, azonban soha nem volt része a Római Birodalomnak. Tacitus szerint Agricola Britannia helytartója számos elűzött ír királyt fegyverekkel támogatott, hogy belső zavart keltsen az ír-szigeten. Kr. u. 367-ben a „Nagy Összeesküvés” idején, az ír kalóznép a Scottik a Piktekkel és a Szászokkal közösen megtámadták Britannia római provinciát. Később a scottik a mai Skócia területén telepedtek le és létrehozták a Dál Riata gael királyságot.

### Kora középkor
Külföldi zsoldosok, kereskedők, valamint Britanniából vagy Galliából elrabolt emberek vitték a keresztény hitet az ír-szigetre. Ilyen volt Szent Patrik is, akit 16 évesen ír kalózok raboltak el Britanniából. Patrik 6 évig élt rabszolgaként az egyik ír földesúrnál, ahol juhokra vigyázott, majd megszökött és visszament Britanniába. Szent Patrik püspökként Kr. u. 432-ben visszatért az ír-szigetre, hogy keresztény hitre térítse a kelta vallású pogány íreket, ezt a dátumot tartják az írek keresztény hitre térésének kezdetének. Több misszionáriussal közösen térítették meg a kelta íreket, Szent Patrik főleg a sziget észak- és nyugati területein térített.
Kr. u. 795-ben történ az első viking támadás az ír-sziget ellen, amit teljesen ki is fosztottak. A vikingek elkezdtek településeket alapítani a sziget partmentéjén. Legjelentősebb vikingek által alapított települések: Dublin, Wexford, Waterford, Cork és Limerick. A vikingek idővel a portyázó főhadiszállásokat kereskedelmi településekké alakították át, és a 10. századra bevonták az ír-szigetet a nemzetközi kereskedelembe. A vikingek Dublint 841 körül tették meg a központjuknak. 902-ben Cerball mac Muirecáin Leinster királya és Máel Finnia mac Flannacain Brega királya egyesítették erőiket és kiűzték a vikingeket Dublinból, de csak ideiglenesen sikerült, mivel a vikingek visszatértek és visszafoglalták Dublint. A vikingek sosem uralták az egész ír-szigetet, és gyakran harcoltak különböző ír királyok mellett vagy ellen. 1014-ben Brian Boru ír főkirály legyőzte a vikingeket a Clontarfi csatában, amiben maga a főkirály is az életét vesztette. A vikingek fokozatosan kiszorultak a szigetről, azonban az általuk alapított településeken tovább virágozott a kereskedelem. Az ír befolyás és kereskedelem a következő évtizedekben fokozatosan megnőtt az ír-tengeren. III. Magnus norvég király 1098-ban és 1102-ben is hadjáratot indított az írek ellen, hogy visszaszerezze az elveszett norvég területeket. III. Magnusnak csak Dublin környéki területeket sikerült visszaszereznie, azt is csak ideiglenesen, miközben a norvég királyt megölték a mai Ulsterben.
Tairrdelbach Ua Conchobair főkirály uralkodása volt az egyik legvirágzóbb. Uralkodása alatt az ír-sziget a modernizáció és az európai szintre való felemelkedés jellemezte. Ekkor épültek a sziget első várai, mint pl. a Galway Castle. A vár körül település nőtt ki, amelyből később a mai Galway városa lett. Ír tengeri flottát is épített, amivel biztosította az ír-sziget védelmét külső támadásoktól. Kapcsolatot épített ki az angol, francia és a spanyol uralkodókkal, ami által bővült az ír-sziget kereskedelme.

### Angol–normann korszak

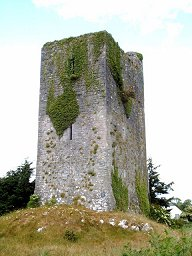
Normann toronyvár

A 12. századra az ír-sziget politikailag változó kisebb nagyobb királyságokra volt felosztva. A hatalmat néhány dinasztia fejei gyakorolták, akik egymással versengtek az egész sziget feletti uralomért. Az új ír főkirály Ruaidrí Ua Conchobair száműzte a szigetről Diarmait Mac Murchada Leinste királyát, aki II. Henrik angol királytól kért segítséget a trónja visszaszerzéséhez. II. Henrik normann lovasokat küldött az ír-szigetre Murchada királyságának a visszaszerzésére. Az első normannok 1167-ben érkeztek a szigetre és sorra legyőzték az ír kisebb nagyobb királyságokat. II. Henrik elhatározta, hogy a saját uralma alá hajtja Írországot, ezért fiát Földnélküli Jánost Írország urává tette. Amikor Földnélküli János követte a testvérét I. Richárd királyt az angol trónon, akkor Írország közvetlenül az angol korona alá került. Az ír-sziget kétharmadát a normannok uralták, a fennmaradó néhány ír királyság pedig hűségesküdt tett János angol királynak. János legyőzte Ultster királyságát, majd a volt királyt Ultster első grófjának nevezete ki.
1261-re a normannok meggyengültek Írországban. Finghin Mac Cárthaigh ír király érezve ezt háborút indított a normannok ellen, akiket a Callanni csatában le is győzött. Az ír urak hosszú évek alatt sorra szerezték vissza a normannok által elvett földeket. A normannok 1348 után már csak Dublin környékét tudták uralni, végül a 15. század végére teljesen el is tűntek a szigetről. Írország Gerald FitzGerald, Kildare 8. grófjának a kezében volt, aki katonai erővel és az ír urakkal kötött szövetségek révén uralta a szigetet. Az első ír parlament 1297-ben alakult meg Dublin várában. Az 1494-es ír parlament, hogy korlátozzák Kildare gróf hatalmát elfogadták a Poynings törvényét, ami kimondta, hogy az ír parlament az  angol westminsteri parlament ellenőrzése alá kerül.

### Kora újkor
VIII. Henrik angol király és Kildare gróf közti szövetség megtört, ezért elhatározta, hogy visszaszerzi Írországot az angol koronának. VIII. Henrik bebörtönöztette a Towerbe Kildare grófot, amire a gróf fia Silken Thomas lázadást indított a király ellen. Henrik leverte Thomas lázadását, majd 1542-ben Írországot uradalomból királysággá emelte. Az Angol Ír Királyság hatalmát az egész szigetre kiterjesztették, ami közel 100 évig tartott, míg legyőzték az összes függetlenségre vágyó ír és angol urakat. Az angol uralommal szembeni ellenérzés már a 17. században fokozódott, azzal hogy az angolok 1614-ben az ír parlament katolikus többségét protestáns többséggé alakították, valamint a katolikus lakosságot erőszakkal próbálták protestáns vallásra téríteni. Az angol korona az ír katolikus földbirtokosoktól elkobzott földjeire angol és skót telepeseket küldtek.
A 17. század az ír királyság legvéresebb százada volt. Az írek megelégelték az elnyomásukat, ami az 1641. októberi ír felkeléshez vezetett. Az ír katolikusok fellázadtak az angol és protestáns telepesek uralma ellen, majd 7 év után Oliver Cromwell leverte az ír lázadást és visszafoglalta Írországot. A háború végére az ír lakosság fele odaveszett a harcokban vagy eladták rabszolgáknak. Cromwell a felkelés megtorlásaként, elvett minden katolikus ír tulajdonában lévő földet és brit telepeseknek adta. Több száz volt ír földbirtokost a sziget északi- és keleti részéről a nyugati Connacht tartományba telepítették át.
Az írek a katolikus II. Jakab angol királyt támogatták a veje Orániai Vilmos és lányával Máriával szemben. II. Jakab az írek támogatásért cserébe a földelkobzások visszavonását ígérte, míg a protestáns telepesek a kapott vagyonuk megőrzéséért Vilmost és Máriát. 1690-ben a boyne-i csatában Vilmos és Mária serege legyőzte II. Jakab hadseregét, Jakab hátrahagyva seregét Franciaországba menekült, míg az írek Limerickbe. Vilmos hadserege második ostrom után elfoglalta a várost, majd engedélyezte a 14 ezer ír katonának Franciaországba való távozásukat.

### Unió Nagy-Britanniával
1800-ban az ír és a brit parlament elfogadták az egyesülési törvényt, ami által 1801-ben Nagy-Britannia és Írország Egyesül Királyság néven egyesült. 1829-ben Daniel O’Connell hathatós munkájának köszönhetően az angol parlament elfogadta az ír emancipációs törvényt. A törvény értelmében katolikus írek teljes jogú állampolgárrá váltak, közhivatalokat vállalhattak és parlamenti képviselők is lehettek. 
1845-ben kitört a nagy ír éhínség, ami egészen 1849-ig tartott. A burgonyavész tömeges éhezést és kivándorlást eredményezett. A tömeges kivándorlás és az éhhalál súlyos hatással volt Írországra, a népesség 8,1 millióról 4,4 millióra esett vissza 1911-re. Az írek döntő többsége Amerikába, Angliába és Ausztráliába emigrált. Az 1845-1849-es burgonyavész okozta kivándorlás fél évszázadig tartott, 1900-ban zárult le. Az ír nyelvet beszélők erőteljesen lecsökkent az éhínség és kivándorlás következtében, valamint az akkori vezető ír politikusok ellenségesen álltak a nyelvhez, és angolra cserélték.

### Húsvéti felkelés és a függetlenségi háború

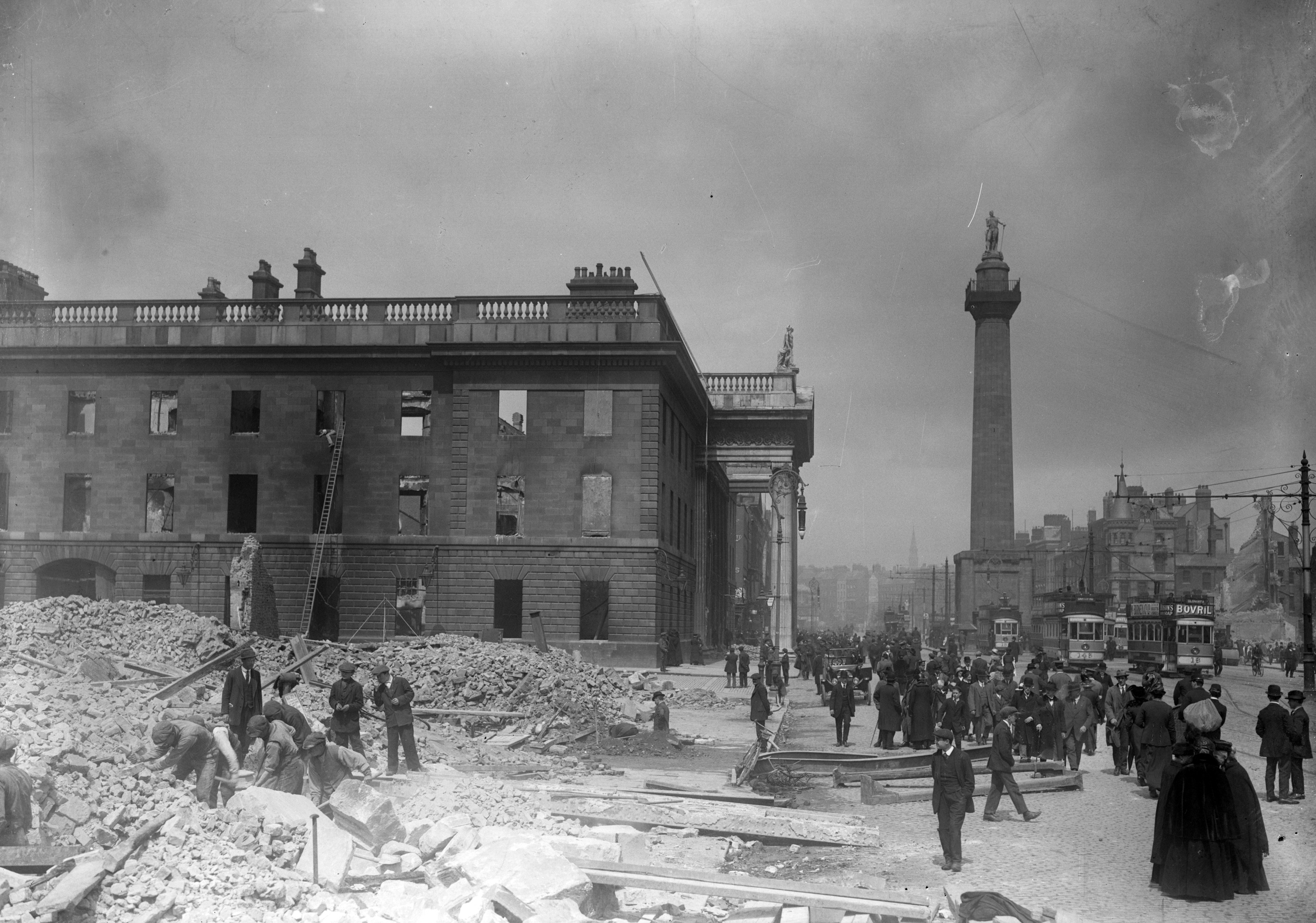
Dublin városközpontja az 1916-os húsvéti felkelés után

Az 1898-as önkormányzati törvény bevezetése után az ír-sziget lakossága ír nacionalistákra és ír unionistákra esett. A nacionalisták a sziget kétharmadán éltek többségben, míg az unionisták a sziget észak-keleti részében. Az ír nacionalisták el akarták fogadtatni az ír Home Rule törvényt az angol parlamenttel, ami engedélyezte volna az ír parlamentnek az önálló belügyi döntéshozatalt, míg a külügyi döntések továbbra is London irányítása alatt maradtak volna. 1912-ben az angol parlament elfogadta a Home Rule törvényt, de az északír protestáns unionisták tiltakozása miatt, ezt csak 1914-ben akarták volna bevezetni. 1914-ben a brit kormány elhalasztotta a törvény bevezetését az I. világháború miatt. A radikális nacionalisták türelme elfogyott, valamint látták, hogy a világháború lefoglalja a brit erőket, ezért úgy vélték, hogy jó alkalom a fegyveres lázadásra. A radikális ír nacionalisták 1916. április 24-én Dublinban kikiáltják az ír köztársaságot. Másnap a brit erők bevonulnak Dublinba és pár nap alatt leverik az ír lázadást. A felkelés 16 vezetőjét a Kilmainham-börtönben végzik ki. A felkelés leverése utáni brit tömeges letartóztatások és kivégzések miatt az ír közvélemény a függetlenségpártiakat kezdte támogatni.
Az 1918-as választásokon a függetlenség párti Éamon de Valera vezette Sinn Féin párt nyert, amely 1919-ben megalapította az ír köztársasági parlamentjét (Dáil Éireann). Az ír parlament egyoldalúan kinyilvánította a sziget egészének szuverenitását. 1919-ben megalakult az Ír Köztársasági Hadsereg (IRA) is, és az ír köztársasági parlament megalakulása napján az IRA megtámadott és megölt két angol rendőrt Soloheadbegben, ezzel kitört az ír függetlenségi háború. A brit hadsereg a gerillaharcmodorban harcoló IRA-t nem tudta legyőzni, valamint a hazai- és nemzetközi nyomásra 2 évvel később 1921-ben kénytelenek voltak elismerni Írország függetlenségét. 1921. december 6-án aláírják az Angol–Ír egyezményt, ami alapján létrejön az Ír Szabadállam, Észak-Írország azonnal kiválik az Ír szabadállamból és brit fennhatóság alatt marad.

### Polgárháborútól napjainkig

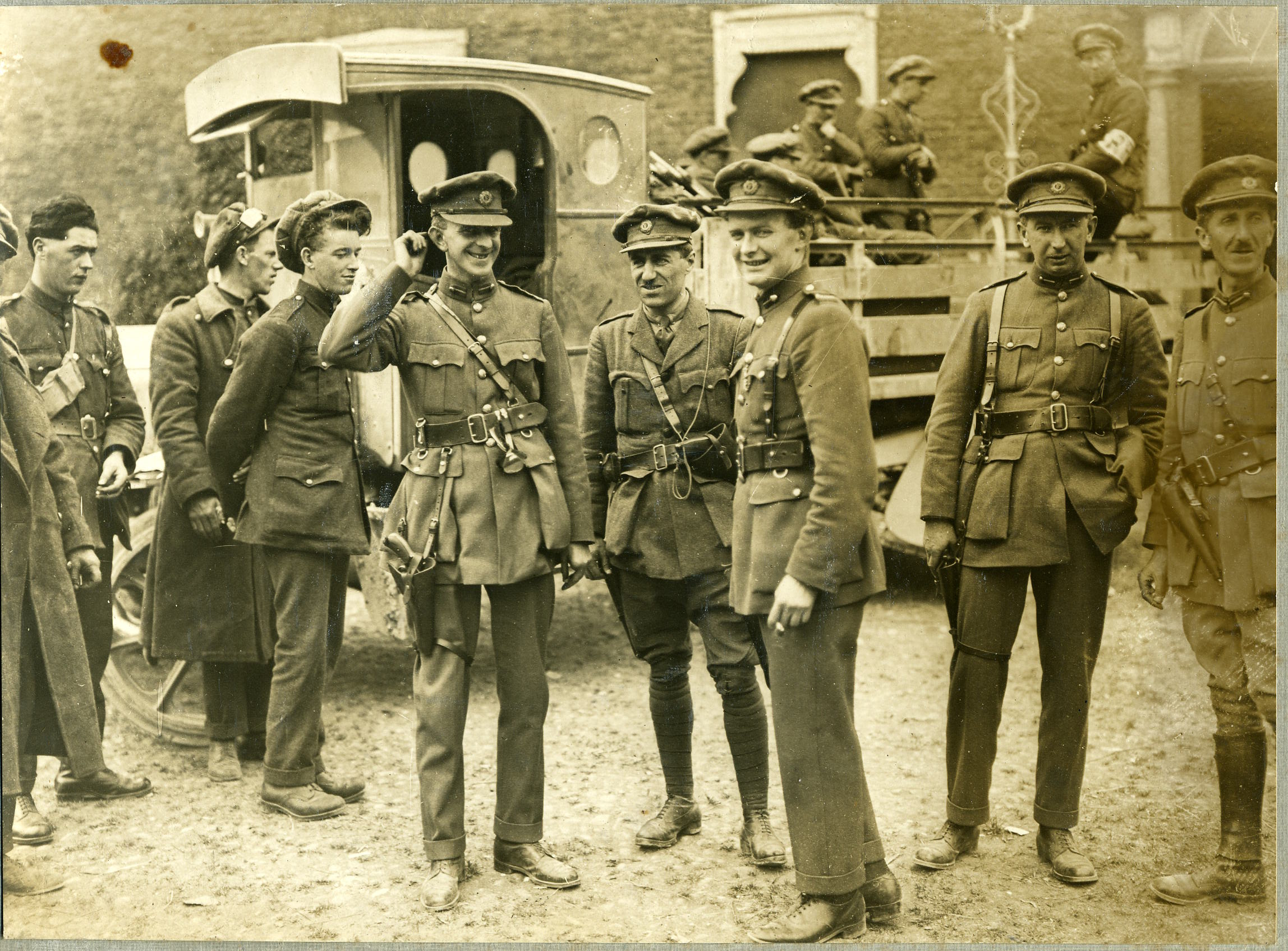
A nemzeti hadsereg katonái a polgárháború alatt

Az egyezmény megosztottságot okozott az írek között és polgárháborúhoz vezetett. Az írek szerződéspártiakra és szerződésellenesekre szakadtak. A szerződéspártiak Michael Collins és Arthur Griffith voltak, akik szerint nem lesz jobb lehetőség az ír függetlenségre, míg a szerződésellenesek vezetője Éamon de Valera, aki szerint a szerződés nem ad teljes függetlenséget Írországnak. A polgárháborúban Michael Collins-szal egykori tanítványai végeznek, míg Arthur Griffith-et a betegsége viszi el. A vezetőik elvesztése ellenére a polgárháborút a szerződéspártiak nyerték meg.
1937-ben Éamon de Valera vezetésével új alkotmányt fogadnak el, ami megszüntette az Ír szabadállamot és létrejött az Ír Köztársaság. Ezzel Írország kikerült a korona alól és köztársaság lett. A Második világháborúban Írország semleges maradt, azonban ír önkéntesek csatlakoztak a brit hadsereghez.
Az 50-es 60-as években Írország gazdasági nehézségekkel küzdött, magas munkanélküliség és kivándorlás miatt a 60-as évekre 2,8 millió főre csökkent Írország lakossága. A katolikus egyház nagy befolyással bírt az ír államra, így az állam konzervatív társadalompolitikát folytatott, tiltva volt a válás, a fogamzásgátlás, az abortusz, a pornográfia, valamint számos könyvet és filmet cenzúráztak. Az egyház ellenőrizte az állam kórházait és iskoláit, valamint számos szociális szolgáltatás legnagyobb szolgáltatója maradt. A 60-as években az ír kormány megkezdte a gazdaság modernizálását és számos gazdasági reformot hajtott végre. Az IRA a 60-as években felhagyott az Észak-írországi gerillaharcokkal, azonban ezzel nem minden tagja értett egyet és 1969-ben kettészakadtak. A hivatalos szárny beszüntette a tevékenységét, míg az Ideiglenes Ír Köztársasági Hadsereg folytatta a gerillaharcot az angolakkal szemben egészen a 90-es évek közepéig. 1973-ban Írország csatlakozott az Európai Gazdasági Közösséghez.
A 90-es évekre beérett a gazdasági modernizáció és a gazdasági reformok, Írország 1995 és 2008 között úgynevezett „kelta tigrisnek” nevezték egészen. Az ír gazdaság ez időszakban hatalmasat fejlődött, egyik legszegényebb nyugat-európai országból a világ egyik fejlett és gazdag gazdaságává vált. Ezt a gazdasági fellendülést a 2008-as gazdasági világválság akasztotta meg. A nőjogi mozgalmaknak köszönhetően az ír társadalomban is változások indultak meg, a fogamzásgátlást 1992-ben, a válást 1997-ben és az abortuszt 2019-ben legalizálták.

## Államszervezet és közigazgatás

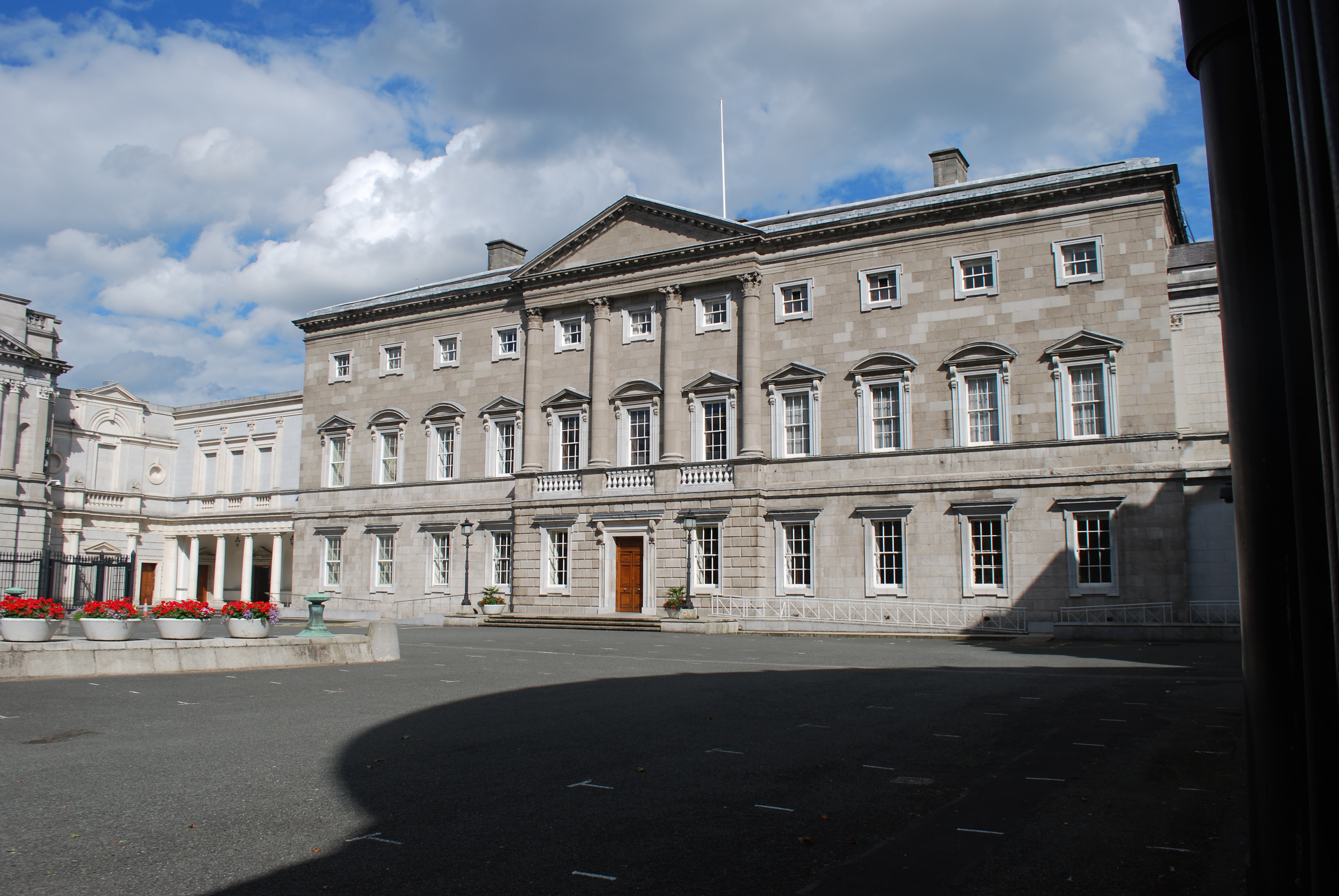
Leinster House, a parlament üléshelye

### Alkotmány, államforma
Államformája parlamentáris köztársaság. Jelenleg az ország politikai életében két nagy párt uralkodik, az egymást váltogató Fianna Fáil és a Fine Gael. Írország nem tagja a NATO-nak. Törvényhozása kétkamarás: alsóháza a Dáil Éireann 166 képviselővel, felsőháza a szenátus, melynek 60 tagja van.
2022-ben az államfő Mícheál D. Ó hUiginn.

### Törvényhozás, végrehajtás, igazságszolgáltatás
A végrehajtó hatalom a kormány kezében van, melynek vezetője a miniszterelnök (Taoiseach). Az állam legfőbb közjogi méltósága a köztársasági elnök (President).
Az írek nem használják az angol prime minister kifejezést a miniszterelnökre, mert annak olyan íze van, mintha angol miniszterelnökük lenne. Helyette az ír nyelvű taoiseach szó jelöli az ír miniszterelnököt. A taoiseach megjelölésnek finom iróniája, hogy a szó „klánfőnököt” jelent írül, a miniszterelnök-helyettesre használt tánaiste pedig „klánfőnökhelyettest”. 2020-tól a taoiseach posztját Mícheál Ó Máirtín tölti be.
A választásokon jellemzően arányos képviseletet alkalmaznak többmandátumos választókerületekben és az egyetlen átruházható szavazat (STV) rendszerén keresztül, kivéve az elnökválasztáson és az időközi választásokon, amin az STV egygyőzteses analógját használják, az azonnali többfordulós szavazást, más néven alternatív szavazást (IRV/AV).

### Közigazgatási beosztás
A sziget a törzsi rendszerben élő kelták idején öt tartományra oszlott: Ulster, Connaught, Leinster, Munster és Meath, ez később beolvadt Leinster tartományba, így alakult ki a ma is számontartott négyes tartományi rendszer. Ma Ulster 9 megyéjéből 6 az Egyesült Királysághoz tartozik. Az Ír-szigetnek összesen 32 megyéje (county) volt, ebből 26 alkotta megalakulásakor az Ír Köztársaságot, ezek nem egyeztek meg pontosan a mai közigazgatási egységekkel. Dublin felosztása kettővel, Tipperaryé eggyel növelte a megyék számát a közigazgatásban. Cork, Limerick, Galway, és Waterford szintén 2-2 megyét alkot, külön a város, és külön a környező vidéke.
Az Ír Köztársaság felosztása (megyék és városok, zárójelben az ír nevek):
|  | 1. Fingal (Fine Gall)1 2. Dublin főváros (Baile Átha Cliath)1 3. Dún Laoghaire-Rathdown (Dún Laoghaire–Ráth an Dúin)1 4. Dél-Dublin (Áth Cliath Theas)1 5. Wicklow (Cill Mhantáin) 6. Wexford (Loch Garman) 7. Carlow (Ceatharlach) 8. Kildare (Cill Dara) 9. Meath (An Mhí) 10. Louth (Lú) 11. Monaghan (Muineachán) 12. Cavan (An Cabhán) 13. Longford (An Longfort) 14. Westmeath (An Iarmhí) 15. Offaly (Uíbh Fhailí)³ 16. Laois (Laois)³ 17. Kilkenny (Cill Chainnigh) | 1. Waterford City (Port Láirge (Cathair)) 2. Waterford (Port Láirge (Contae)) 3. Cork City (Corcaigh (Cathair)) 4. Cork (Corcaigh (Contae)) 5. Kerry (Ciarraí) 6. Limerick (Luimneach (Contae)) 7. Limerick City (Luimneach (Cathair)) 8. Dél-Tipperary (Tiobraid Árann Theas)² 9. Észak-Tipperary (Tiobraid Árann Thuaidh)² 10. Clare (An Clár) 11. Galway (Gaillimh (Contae)) 12. Galway City (Gaillimh (Cathair)) 13. Mayo (Maigh Eo) 14. Roscommon (Ros Comáin) 15. Sligo (Sligeach) 16. Leitrim (Liatroim) 17. Donegal (Dún na nGall) |

1. Dún Laoghaire-Rathdown, Fingal, Dél-Dublin és Dublin Város Tanácsa korábbi Dublin megyeként egy közigazgatási egység volt.
2. Tipperary megyét 1898-ban adminisztrációs szempontból két megyére osztották fel
3. Offaly és Laois az 1920-as évekig a "Király megyéje", illetve a "Királynő megyéje" néven voltak ismertek.

### Politikai pártok
A jelentősebb politikai pártok és vezetőik (zárójelben) 2018 elején:
- Solidarity-People Before Profit vagy AAAS-PBP
- Fianna Fail [Micheal MARTIN]
- Fine Gael [Leo VARADKAR]
- Green Party [Eamon RYAN]
- Labor (Labour) Party [Brendan HOWLIN]
- Renua Ireland [John LEAHY]
- Sinn Fein [Gerry ADAMS]
- Social Democratics [Catherine MURPHY, Roisin SHORTALL]
- Socialist Party
- The Workers' Party [Michael DONNELLY]

## Népesség

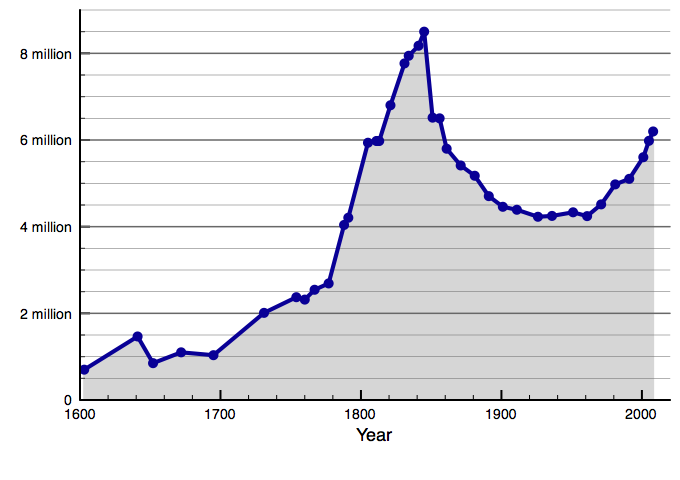
A népesség alakulása a teljes szigeten 1600 és 2000 között

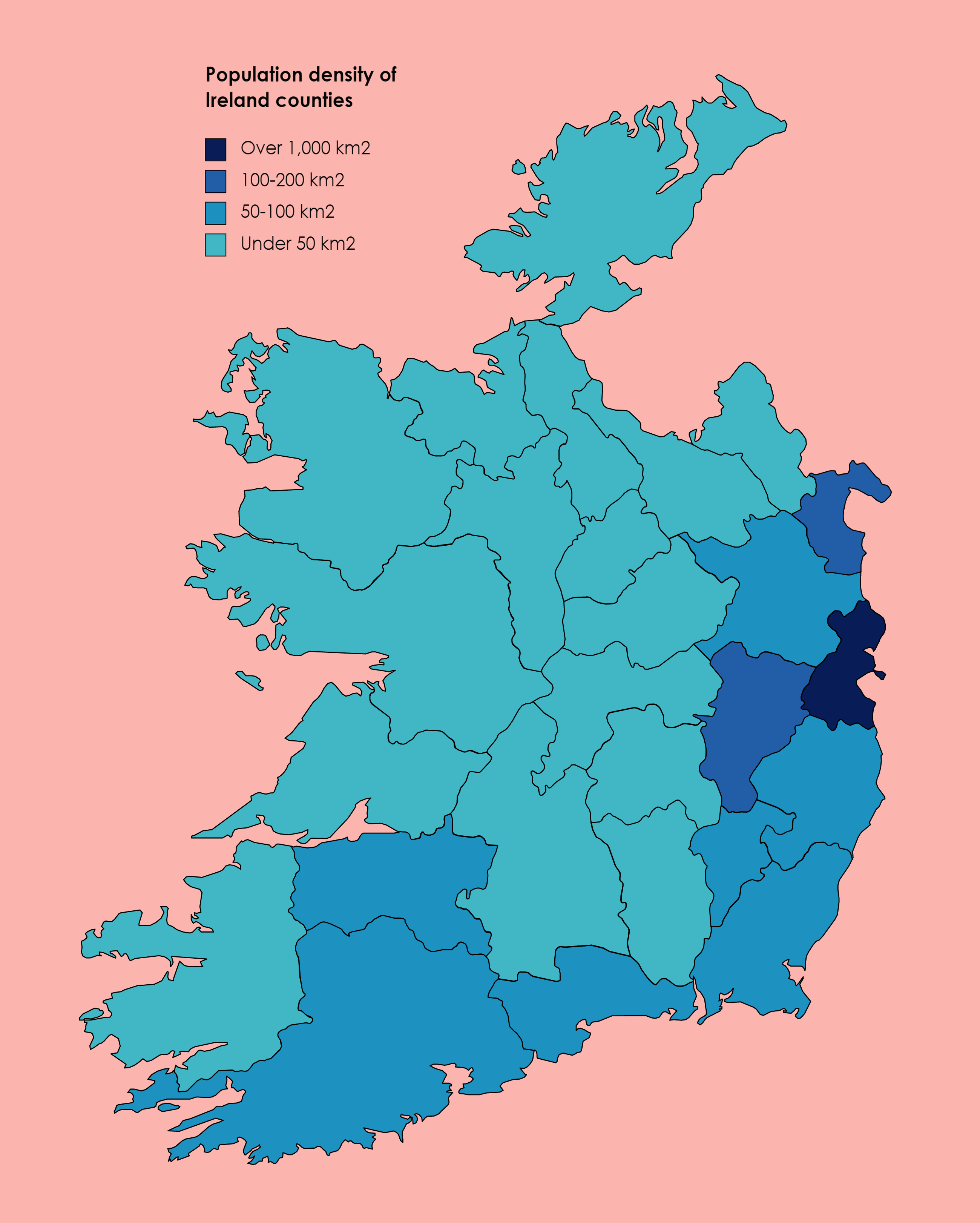
Írország népsűrűsége 2016-ban

### Általános adatok
Népesség: 4 848 078 (2017)
Főváros: Dublin 505 739 fő (agglomerációval 1 661 185 fő)
Népsűrűség: 57,5 fő/km²
Várható élettartam: 77 év

### Népességének változása
| Lakosok száma | 2 828 600 | 2 888 800 | 3 036 850 | 3 329 100 | 3 532 423 | 3 534 235 | 3 674 171 | 3 996 521 | 4 535 375 | 5 149 139 |
|               | 1960      | 1966      | 1972      | 1978      | 1984      | 1991      | 1997      | 2003      | 2009      | 2022      |

### Etnikai megoszlás
Az országot 2011-ben 85%-ban írek (kelták) lakják. Kb. 9% – egyéb fehér, kb. 2% – ázsiai, 1,4% – fekete, 2,5% – egyéb.
Külföldről betelepülő legnagyobb csoportok a lengyelek, britek, amerikaiak, litvánok, lettek, nigériaiak, németek, indiaiak, pakisztánok, kínaiak.

### Nyelvi megoszlás
Az országnak két hivatalos nyelve van: az ír és az angol.
Főleg az angolt és jóval kevesebben az írt (gael) is beszélik.

### Vallási megoszlás
2011-es felmérés alapján a lakosság 84%-a római katolikus, 7,6% – vallás nélküli, 2,8% – anglikán, 1% – muzulmán, 1% – ortodox keresztény.
Az országban 4 római katolikus püspökség van: Armagh, Dublin, Tuam és Cashel. Az ország vallási vezetője Armagh érseke. Az anglikán egyház 1869 óta független a brit anglikán egyháztól. A vallási vezető szintén Armaghban székel.
Észak-Írországban a mai napig komoly probléma a vallási köntösben megjelenő etnikai konfliktus.

## Gazdaság
Írország Európa egyik legszegényebb országából vált néhány évtized alatt az egyik leggazdagabbá. Bár a 2008-ban kirobbant világgazdasági válság súlyosan érintette, utána pár év múlva újra nagyon gyors tempóban fejlődött tovább. 2014-től a gazdasága világszinten az egyik leggyorsabb növekedést mutatta. 2024-ben Európában az első helyezett Luxemburg után itt a legmagasabb az egy főre jutó GDP.
| Állam        | 2012   | 2013   | 2014   | 2015   | 2016   | 2017   | 2018   | 2019   |
| ------------ | ------ | ------ | ------ | ------ | ------ | ------ | ------ | ------ |
| Írország     | 38,090 | 38,890 | 41,870 | 55,970 | 57,210 | 61,870 | 66,670 | 70,470 |
| Magyarország | 10,050 | 10,310 | 10,730 | 11,400 | 11,740 | 12,830 | 13,690 | 14,720 |

### A múlt
Írország még a 20. század nagy részében is a nyugati világ gazdaságilag fejletlen, alacsony népességű, kis területű országa volt. Nehezen ért el sikereket a nem-mezőgazdasági jellegű termékek gyártásában, s soha nem volt katonai nagyhatalom.
Írország az elmúlt évtizedben tapasztalt gazdasági növekedése a legnagyobb dinamizmust mutatta az Európai Unióban. A növekedés ír varázsitalának receptje nagyon összetett: a kelta tigris-jelenség részben az 1990-es évek józan, céltudatos és célkövető gazdaságpolitikának eredménye volt, másrészt a Strukturális Alapok támogatásai, a globalizálódó világgazdaság és egyéb, országspecifikus tényezők (mint az angol anyanyelv, a periférikus fekvés) is a mixtúra elemeit alkotják. Példaértékű valamint, ahogyan az írek megfelelő körülményeket teremtettek, hogy az ország a multinacionális cégek számára vonzó telephellyé váljon.
1922-es függetlenné válását követően protekcionista, a behozatalt helyettesítő, agrárjellegű, a világgazdaság vérkeringéséből elzárkózó – ámde nyersanyagokban szegény (az ország egyetlen energiahordozója a tőzeg, s emiatt sosem alakult ki jelentősebb nehézipara) – sziget volt, mígnem az 1950-es évek liberalizációs trendváltása a globalizálódó világ diktálta trendekre adott helyes válaszként végre megnyitotta az országot a szabadkereskedelemnek és a külföldi (leginkább amerikai) működő-tőkének. Ez nemcsak a világgal való szorosabb összefonódást, hanem az Egyesült Királyságtól való függőség lazulását is eredményezte.
A kulcsrakész ipari parkok, támogatások, ösztönzők segítségével kezdetben a munkaerő-intenzív iparágakat sikerült az országba vonzani, majd a hatvanas évektől egyre inkább a modern, high-tech nagyvállalatok betelepülése volt jellemző. Ezek a vállalatok főleg behozott inputokból exportra termelnek és nem fonódnak össze a helyi iparágakkal. Ezért az ír ipar a mai napig duális szerkezetű. Azonban a jelentős technológia-transzfert és K+F-beruházásokat magukkal hozó multik elősegítik a tudásgazdaság kiépülését Írországban.
Az ország csatlakozása az Európai Gazdasági Közösséghez 1973-ban sokat lendített a periférikus, gazdaságilag is elmaradott ország helyzetén, hiszen jogosulttá vált egy sor, a felzárkózását segítő szubvencióra. Ezek a támogatások jelentős mértékben hozzájárultak Írország hosszú távú gazdasági fejlődéséhez.
A nyolcvanas évek közepén magas munkanélküliséggel, inflációval, költségvetési deficittel és felszaporodó államadóssággal, tömeges emigrációval jellemezhető válság, mely jórészt a populista fiskális politikának volt köszönhető, összeomlással fenyegette az országot. Ezért 1987-ben átfogó, társadalmi konszenzusra épülő konszolidációs programot kellett végrehajtani, mely stabilizálta és emelkedő pályára állította a gazdaságot. Az 1987-ben elindult sikeres stabilizációs program öt pillérre épült:
1. fiskális konszolidáció;
2. jól működő társadalmi érdekegyeztetés (konszenzusos megállapodások);
3. kvalifikált munkaerő (az oktatási és képzési rendszer reformja);
4. külföldi tőke exporttevékenysége;
5. az Európai Unió exportjuttatásai.

Majd a kilencvenes években, olykor kétszámjegyű, ámde mindenképpen átlagfeletti-dinamikájú éves GDP-növekedéssel elvezetett egészen a „kelta tigris” cím kiérdemléséig, mely arra utal, hogy az ír gazdaság gyors iramú fejlődése csakis a délkelet-ázsiai „kistigrisek” növekedéséhez fogható.

### Általános adatok
Gazdasága: ipari agrárország.
- A GDP összetétele származási szektoronként 2017-ben:[49] mezőgazdaság: 1,2%, ipar: 38,6%, szolgáltatások: 60,2%
- A munkaerő foglalkozása (2015-ös becslés):[49] mezőgazdaság: 5%, ipar: 11%, szolgáltatások: 84%

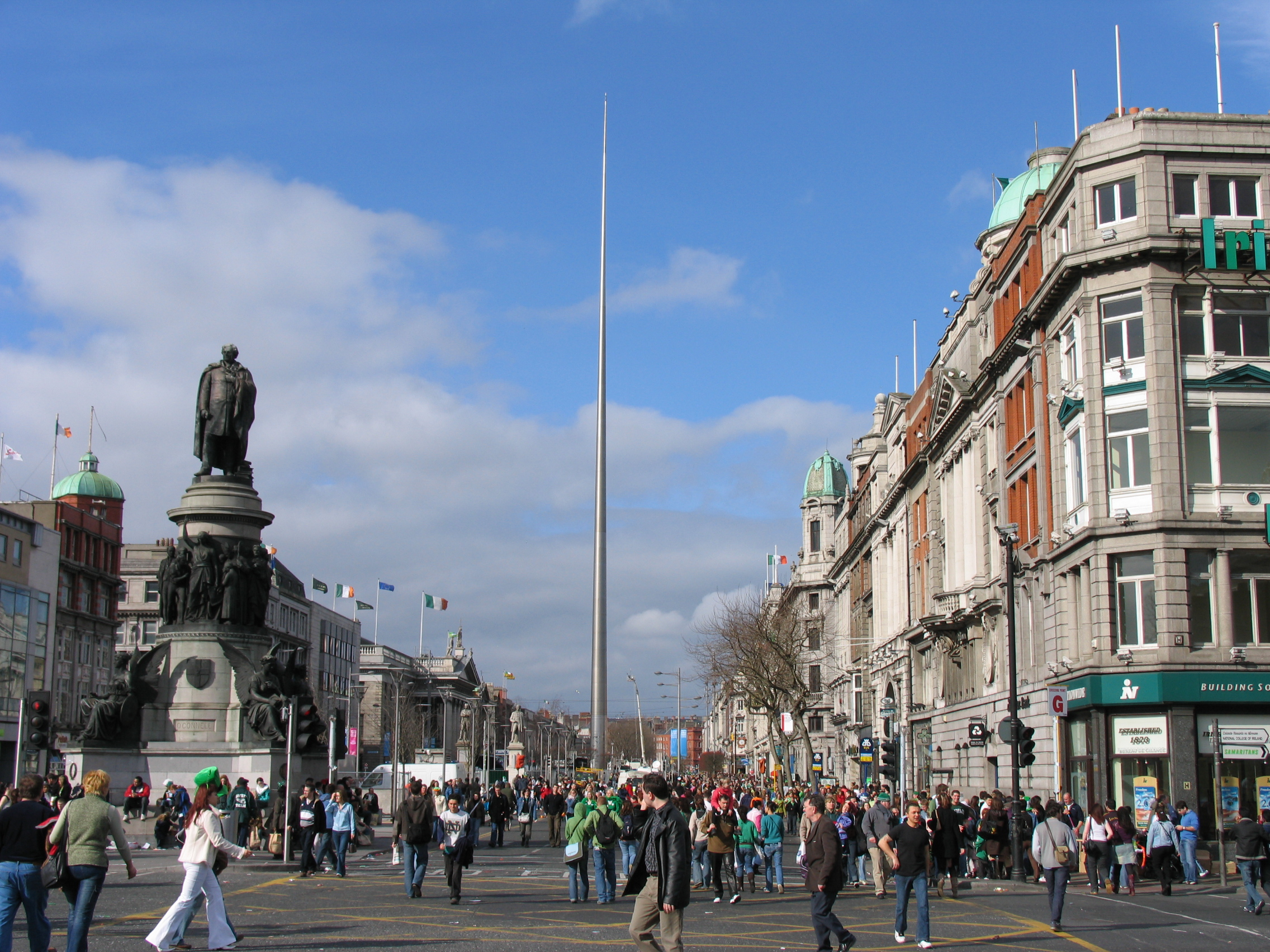
Dublin

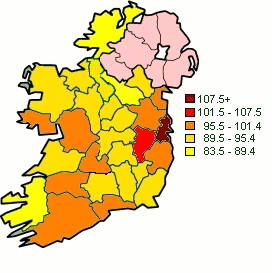
Jövedelem eloszlás személyenként a nemzeti átlag százalékában

### Gazdasági adatok
Írország gazdasági adatai 2012-2017 között:

| Év   | GDP (milliárd US$ PPP) | GDP per fő (US$ PPP) | GDP növekedés (reál) | Infláció | Munkanélküliség | Államadósság (GDP %-ban) |
| ---- | ---------------------- | -------------------- | -------------------- | -------- | --------------- | ------------------------ |
| 2012 | 211.7                  | 46,058               | 0.0 %                | 1.9 %    | 15.5 %          | 119.7 %                  |
| 2013 | 218.6                  | 47,422               | 1.6 %                | 0.6 %    | 13.8 %          | 119.6 %                  |
| 2014 | 241.0                  | 52,133               | 8.3 %                | 0.3 %    | 11.9 %          | 104.7 %                  |
| 2015 | 305.7                  | 65,656               | 25.5 %               | −0.1 %   | 10.0 %          | 77.1 %                   |
| 2016 | 325.4                  | 69,248               | 5.1 %                | −0.2 %   | 8.4 %           | 72.9 %                   |
| 2017 | 357.2                  | 75,538               | 7.8 %                | 0.3 %    | 6.7 %           | 68.5 %                   |

### Mezőgazdaság
Főbb mezőgazdasági termények, termékek: árpa, burgonya, búza; marhahús, tejtermékek.

### Ipar
Főbb iparágak: gyógyszeripar, vegyipar, számítógépipar (hardver- és szoftvergyártás), élelmiszeripar (ital, sör); orvosi eszközök gyártása

### Külkereskedelem
Főbb termékek:
- Export: gépek és berendezések, számítógépek, vegyi anyagok, orvosi eszközök, gyógyszerek; élelmiszerek, állati termékek, élőállat
- Import: adatfeldolgozó berendezések, más műszaki felszerelések és alkatrészek, kőolaj és olajszármazékok, textil, ruházat

Főbb kereskedelmi partnerek 2017-ben:
- Export:  USA 27,1%, Egyesült Királyság 13,4%, Belgium 11%, Németország 8,1%, Svájc 5,1%, Hollandia 4,9%, Franciaország 4,3%
- Import:  Egyesült Királyság 29%, USA 18,9%, Franciaország 12,1%, Németország 9,6%, Hollandia 4,1%

## Közlekedés

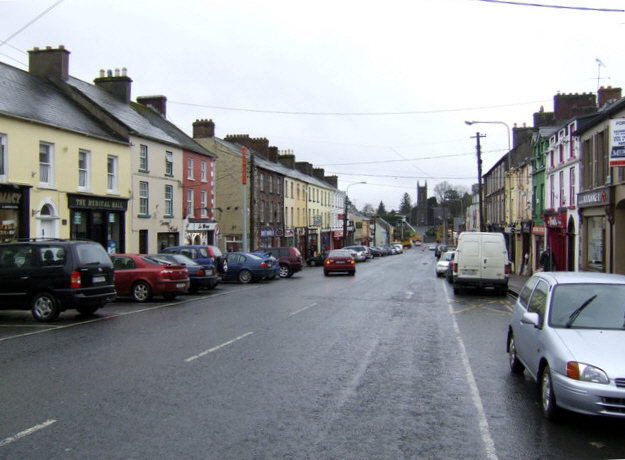
Utcakép egy településen, Bailieborough

### Közút
Írországban bal oldali közlekedés van. A távolságokat és a sebességkorlátozást a táblákon metrikus rendszerben adják meg. Külön jelzés nélkül a megengedett sebesség lakott területen 50 km/óra, országúton 80 km/óra autópályán pedig 120 km/óra. Az autópályák és gyorsforgalmi utak használata ingyenes, kivéve egy-egy fizetőkaput az M1-es, az M4-es és az M50-es autópályán, ahol – a gépjármű méretének függvényében – néhány eurós úthasználati díjat kell fizetni. Vezetés közben a kihangosítás nélküli mobiltelefon használata tilos. A kijelölt buszsávok szabadon hagyását motoros rendőrök sűrűn ellenőrzik, a szabálysértőt komoly büntetés sújtja. Érvényes parkolójegy hiányában a gépkocsira a kijelölt parkolóhelyen is tehetnek kerékbilincset. A bilincs eltávolítása akár 140 euróba is kerülhet.[mikor?]
A nemzeti busztársaság a Bus Eireann. Ez a társaság szállítja az ország különböző pontjaihoz az utasokat.

### Vasút
- Írország vasúti közlekedése

### Légi
Írországban Dublinban, Kerryben, Corkban, Shannonban található nemzetközi reptér.
Írország nemzeti légitársasága, az Aer Lingus Belfast Cityből, Corkból, Dublinból és Shannonból Európába, Észak-Afrikába és Észak-Amerikába nyújt szolgáltatásokat. Egyéb ír légitársaságok a Ryanair, a Stobart Air, a CityJet, az ASL Airlines Ireland.

### Vízi
A nagyobb kikötők Dublinban, Belfastban, Corkban, Rosslareban, Derryben és Waterfordban vannak.

## Telekommunikáció
| Hívójel prefix | EI-EJ |
| ITU zóna       | 27    |
| CQ zóna        | 14    |

## Kultúra

### Kulturális intézmények
A vezető galériák otthont adnak az ír kortárs művészek alkotásainak és a maroknyi régi mesterek alkotásainak. A főbb galériák Dublinban:
- Ír Nemzeti Galéria. Ennek a galériának az egyik legmeglepőbb alkotása a Krisztus elfogása, amelyet az itáliai festő, Michelangelo Merisi készített. A több száz évig elveszettnek hitt képet 1992-ben találták meg Dublinban és a Nemzeti Galéria restaurálta.
- Hugh Lane Városi Galéria
- Ír Modern Művészeti Múzeum
- Nemzeti Szobrász Gyár

Corkban:
- Crawford Városi Művészeti Galéria

### Világörökségi helyszínek
Az UNESCO a következő helyszíneket nyilvánította kulturális világörökséggé:
- Brú na Bóinne régészeti együttese;
- Skellig Michael kora középkori kolostoregyüttes.

### Művészetek

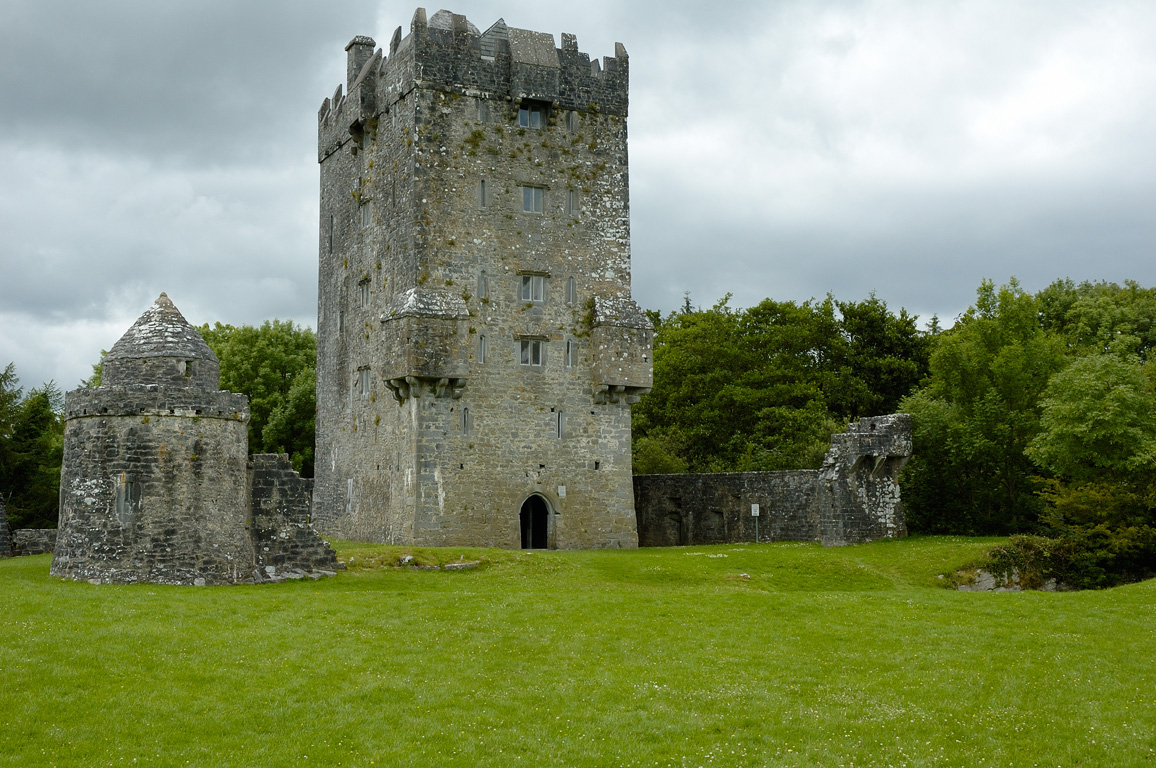
Az Aughnanure vár

### Zene

#### Népzene
A legkedveltebb tradicionális hangszerek:
- a hárfa a legkorábbi, és az ír kultúrát szimbolizálja;
- a bodhra, kézi bőrdob;
- az Uillean duda, ami a skót duda ír változata.[51]

#### Kortárs zene
U2, The Cranberries, The Kelly Family, Boyzone, Ronan Keating, Ronan Hardiman, Thin Lizzy, Gary Moore, Mark Feehily, Westlife, Jedward, One Direction (Niall Horan), Ben Haggerty (Macklemore), The Script, Hothouse Flowers, Hozier, The Corrs

### Főbb fesztiválok
- Szent Patrik napja
- Tralee Rózsája, az ország egyik legnagyobb fesztiválja[52]
- Corki Nemzetközi Kórus Fesztivál
- Waterfordi Könnyű Opera Fesztivál
- Kilkennyi Művészeti Hét
- Wexfordi Opera Fesztivál
- Guinness Nemzetközi Dzsessz Fesztivál (Cork)
- Fleadh Cheoil Na Heireann (Zenefesztivál)
- Osztriga Fesztivál (Galway)
- Galwayi lóversenyek
- Dublini Írók Hete

### Filmművészet
Írországot először az amerikai filmesek fedezték fel az 1910-es évek elején: több film is forog a "smaragdszigeten". Az 1910-ben Beaufortban felvett The Lad from Old Irelandet az első, külföldön forgott amerikai filmként tartják számon. Rendezője, Sidney Olcott stúdiót tervezett létrehozni Írországban, de a világháború kitörése közbeszólt.
Az első igazán ír filmként Walter MacNamara 1913-as The Story of David and Greig című rövidfilmjét tartják számon. Az első egész estés alkotás az egy évvel később készült, szintén MacNamara rendezte Ireland, a Nation volt.
Az ír filmek visszatérő témája az angol-ír konfliktus – a nemzeti hősként tisztelt Bobby Sands alakja például több filmben (Some Mother’s Son, 1996; Hunger, 2008; Bobby Sands: 66 Days, 2016) is életre kel –, de a katolikus egyház hatása és témaként való jelenléte is jellemző (Song for a Raggy Boy, 2003; Calvary, 2014).
Ma is igen gyakran készülnek koprodukciós filmalkotások Írországban. A partner főleg amerikai vagy brit, de itt forgott például a Jórgosz Lánthimosz rendezte A homár is.

### Gasztronómia
A hagyományos ír ételek bőségesek és kalóriadúsak, általában marha- vagy birkahúsból készülnek, rengeteg gumós zöldséggel, mint a burgonya, a répa, a hagyma és a fehérrépa. Ilyen tradicionális étel az ír pörkölt.
Írország a Guinness hazája, a krémesen sötét testes vagy barna sörnek, amely az ország nemzeti itala.

## Turizmus

### Kerékpáros turizmus

#### EuroVelo 1
Az országon az EuroVelo nemzetközi kerékpárhálózat két útvonala is keresztülhalad. Az első az EV1, vagyis az Atlantic Coast Route, amely Norvégiából halad Portugália tengerpartjai felé, miközben végig az Atlanti-óceán partjai mellett húzódik. Vannak kész, kivitelezés alatt álló, illetve tervezett szakaszai is. Kis vízi átkelés után az Egyesült Királyságból érkezik ide, majd szintén vízi átkelés után Franciaország felé veszi az útját.

#### EuroVelo 2
A második útvonal az EV2, vagyis a Capitals Route, amely érinti az EV1-et. Galwayből indul, és rögtön Dublin felé veszi az irányt. Az útvonal ír szakasza egyelőre még teljes egészében kivitelezés alatt áll. Kompátkelés után az útvonal Hollandia felé halad tovább. Nevéhez híven az általa érintett országok fővárosait igyekszik meglátogatni.

## Sport

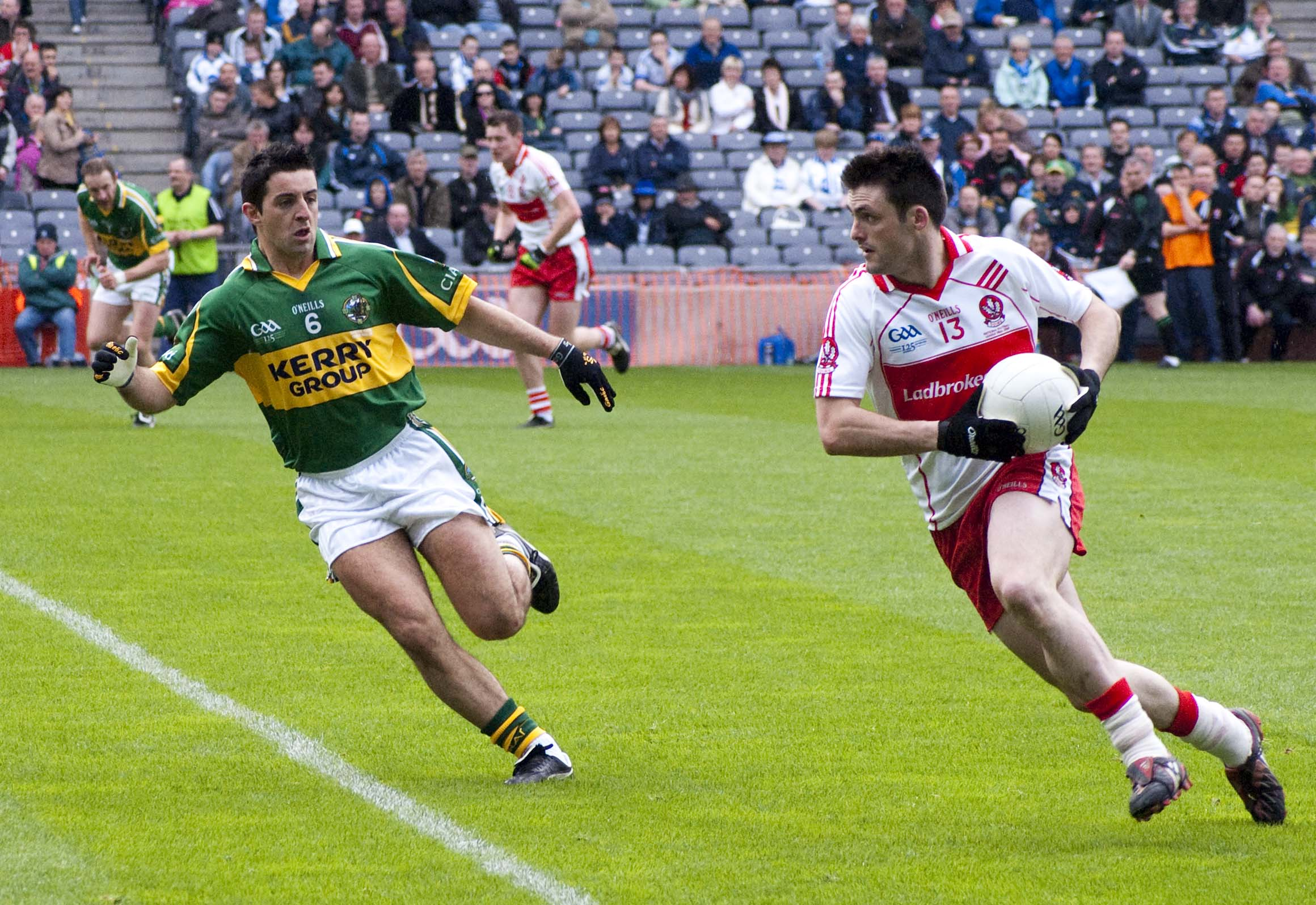
Ír futball

Írországban a hurling és az ír foci  a nemzeti sport. Az ír focit nem fizetett "profik" űzik, s Írországon kívül szinte sehol nem játsszák. A hurling a leggyorsabb szabadtéri sport a világon, amelyre minden ír rendkívül büszke. Ezeken kívül igen népszerű az európai labdarúgás és a rögbi. Az ír nemzeti rögbiválogatott a 2010-es rögbi világranglistán az 5. helyen áll.

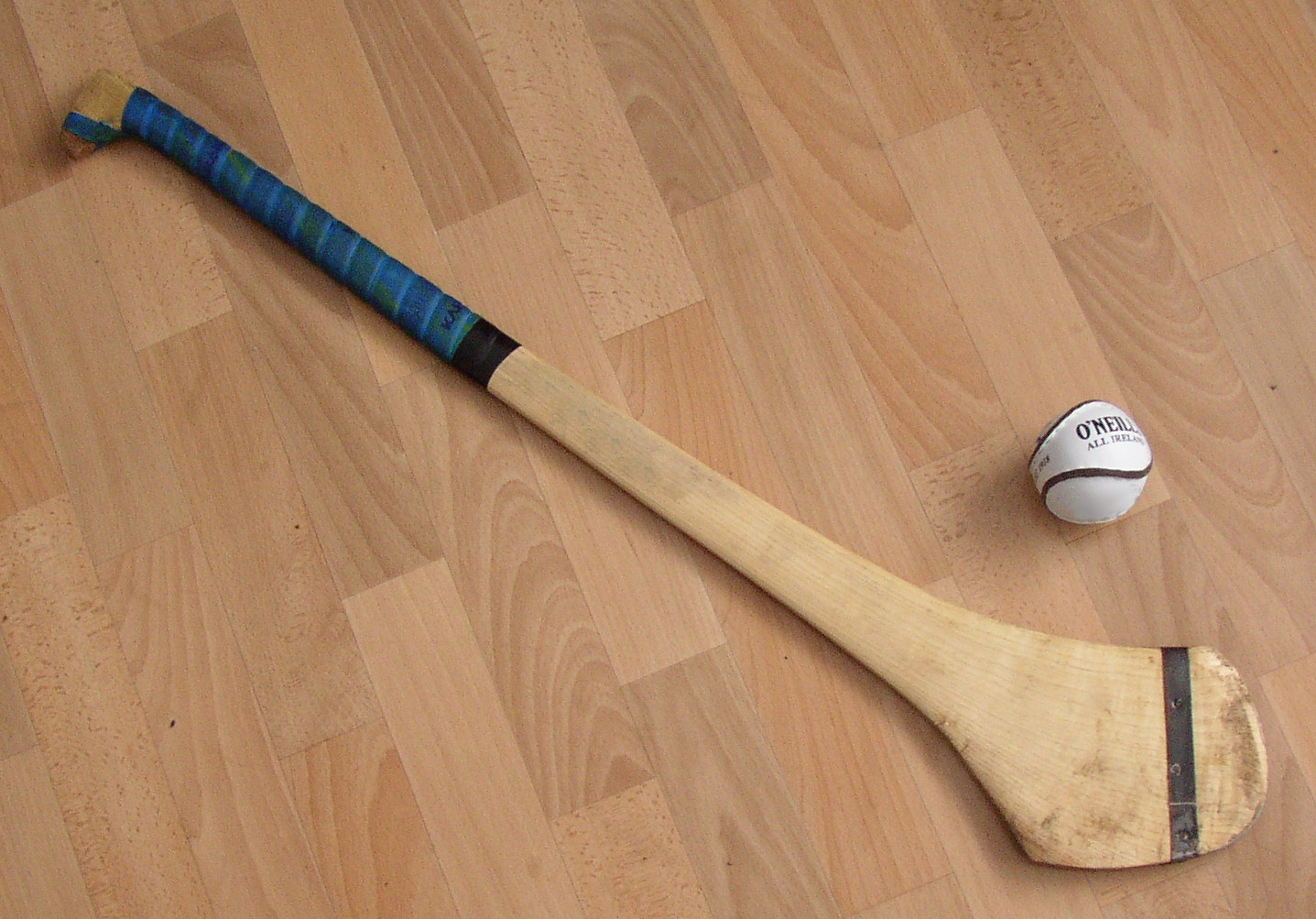
Hurling-ütő és labda

### Olimpia
Az ország eddig nyolc aranyérmet szerzett a játékok során. A legeredményesebb sportág az atlétika.
Bővebben: Írország az olimpiai játékokon

### Labdarúgás
Az ír labdarúgó-válogatott eddig még nem ért el kimagasló eredményt.

## Ünnepek

### Hivatalos ünnepek

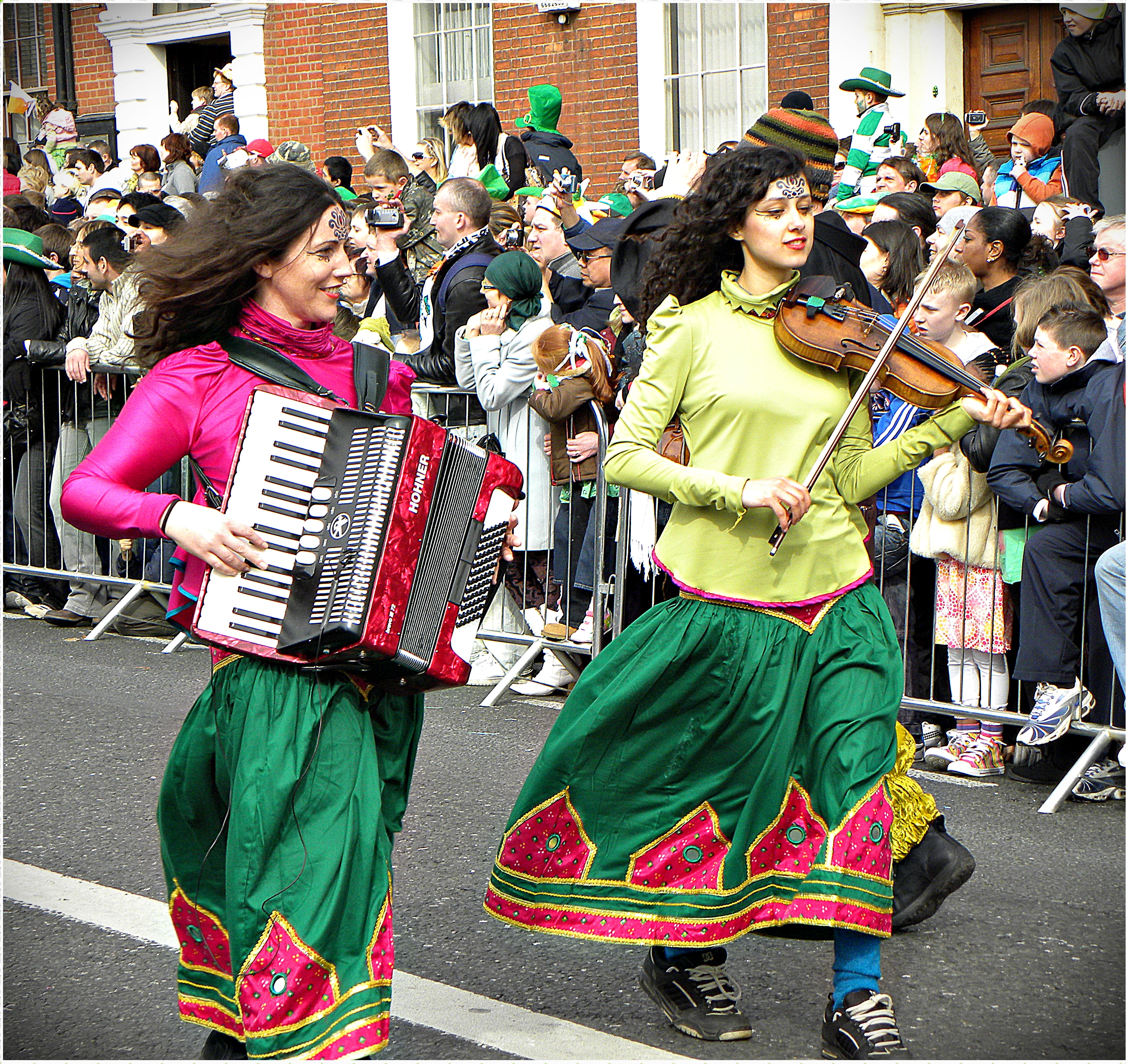
Lányok ír népzenét játszanak egy Szent Patrik napi parádén

| Dátum                    | Ünnep                                     |
| ------------------------ | ----------------------------------------- |
| Január 1.                | Újév napja                                |
| Március 17.              | Szent Patrik napja                        |
| Változó                  | Nagypéntek                                |
| Változó                  | Húsvéthétfő                               |
| Május utolsó hétfője     | Tavaszi állami ünnep Észak-Írországban    |
| Június első hétfője      | Júniusi állami ünnep az Ír Köztársaságban |
| Július 12.               | A boyne-i csata napja Észak-Írországban   |
| Augusztus első hétfője   | Augusztusi állami ünnep                   |
| Augusztus utolsó hétfője | Nyári állami ünnep Észak-Írországban      |
| Október utolsó hétfője   | Októberi állami ünnep                     |
| December 25.             | Karácsony                                 |
| December 26.             | Szt. István napja az Ír Köztársaságban    |
| December 26.             | Boxing Day Észak-Írországban              |

### Egyéb ünnepek
- Január 1.: ha hétköznapra esik, ha nem, a következő nap munkaszüneti nap.
- Február 1.: Szent Brigitta napja.
- Szent Patrik napja (március 17.) ha hétköznapra esik, ha nem, a következő nap munkaszüneti nap.
- Május 1.: Beltaine.
- Október 31. Samhain.
- Karácsony napja (december 25.) ha hétköznapra esik, ha nem, a következő keddi nap munkaszüneti nap.
- Szent István napja, (december 26.) ha hétköznapra esik, ha nem, a következő nap munkaszüneti nap.

Nagypéntek:
- A Húsvét előtti péntek.
- Húsvét hétfő: a Húsvét utáni nap.
- Májusi Bank Holiday: az első hétfő május hóban.
- Júniusi Bank Holiday: az első hétfő június hóban.
- Augusztusi Bank Holiday: az első hétfő augusztus hóban.
- Októberi Bank Holiday: az utolsó hétfő október hóban.

A "bank holiday" amolyan szabad hétfő, hivatalos munkaszüneti nap, aminek köszönhetően három napos a hétvége. Elvileg minden évszakban kapnak egy ilyet a polgárok. A legtöbb gyár, üzem, a posták, bankok és közhivatalok zárva vannak, de némelyik bolt ezeken a napokon is nyitva van, rövidített nyitvatartással, esetleg a nagy kiárusításokat éppen erre a napra időzítve (ez a szabadnap nem a zárva tartó bankokról, hanem a törvényt beterjesztő, angol Bank nevű képviselőről kapta a nevét a legenda szerint).

### Angolul
- Antony Shaw: Ireland in your pocket ISBN 0-7171-3579-9
- Sean Dufy: Atlas of Irish History (G.Macmillan, 2000) ISBN 978-0-7171-3093-1
- Nathaniel Harris: Heritage of Ireland (Bounty Books 2006) ISBN 0-7537-0556-7
- Kevin Eyres: The secrets of Ireland (Star Fire Books 2006) ISBN 1-84451-466-8
- Rosanna Negrotti: Joyce's Dublin. An illustrated commentary (Caxton Editions, 2000) ISBN 1-84067-149-1
- Sean Dufy (szerk.): ATLAS of IRISH HISTORY (2.ed.) – G. Macmillan 2000. ISBN 978-0-7171-3093-1
- Nathaniel Harris: HERITAGE of IRELAND – Bounty Books, 2006. ISBN 0-7537-0556-7
- Kevin Eyres: THE SECRETS of IRELAND – Star Fire Books, 2006. ISBN 1-84451-466-8

### Németül
- Peter Zöller: Irlands Erbe (G.Macmillan, 2001) ISBN 0-7171-3208-0

### Magyarul
- Művészeti lexikon I–IV. Főszerk. Zádor Anna, Genthon István. 3. kiad. Budapest: Akadémiai. 1981–1983.
- L. Gerard – S. T. Perry: Írország (Panemex Grafo, 2006) ISBN 963-9491-54-3
- Midi Világatlasz, Nyír-Karta és Topográf Kiadó, 2003, ISBN 963-9516-63-5
- Írország és Észak-Írország filmgyártása